# کالج پرستاری کلمبیا
کالج پرستاری کلمبیا (به انگلیسی: Columbia College of Nursing (CCON)) (پیش تر به نام بیمارستان پرستاری نولتون شناخته می‌شده) اکنون در گلندیل، ویسکانسین و حومه شمالی میلواکی، ویسکانسین،ایالات متحده آمریکا وآمریکای شمالی واقع شده‌است.

## تاریخچه
بیمارستان پرستاری نولتون در سال ۱۹۰۱ تأسیس گردید. در سال ۱۹۰۹ نامش به بیمارستان کالج پرستاری کلمبیا تغییر پیدا کرد.
این کالج یک موسسه معتبر آموزشی بوده که طی آن دانشجویان، قادر به دریافت مدرک معادل لیسانس پرستاری (BSN) از این کالج می‌باشند.